# (13957) 1991 AG2
(13957) 1991 AG2 là một tiểu hành tinh vành đai chính. Nó được phát hiện bởi Robert H. McNaught ở Đài thiên văn Siding Spring ở Coonabarabran, New South Wales, Australia, ngày 7 tháng 1 năm 1991.